# 니콜라 크르스토비치
니콜라 크르스토비치 (Nikola Krstović, 2000년 4월 5일 ~ )는 몬테네그로의 축구 선수이며, 레체에서 스트라이커로 뛰고 있다.